# Cal Tuyes
Cal Tuyes és un edifici del municipi de Cercs (Berguedà) inclòs en l'Inventari del Patrimoni Arquitectònic de Catalunya.

## Descripció
Es tracta d'un edifici de planta baixa més tres pisos dividits en dos blocs volumètrics. En el primer pis hi ha un balcó sortit amb baranes de ferro forjat. La façana és de pedra menuda i irregular unida amb morter. Els marcs de les obertures són adornats amb totxo vist. La teulada en un bloc és a una sola vessant, mentre que a l'altre bloc, més fons, és a doble vessant.
Les finestres del tercer pis són fetes amb arcs apuntats en totxo vist. Rosetó central, també en totxo vist. Porxo central d'accés a l'interior, amb pati central. L'espai central de la teulada és coronat a doble vessant sobre el pla de llargada de teulada.
Compta amb galeries corregudes amb baranes de ferro forjat a la part posterior de l'edifici. Conserva "comunes" exterior en una part de l'edificació.

## Història
L'arcada central està feta per donar pas a l'antic camí ral de Berga a Bagà, que just en aquest punt travessa el riu de Peguera a través de la palanca que substituí el primitiu pont de Raventí.